# 라틴 문자의 역사

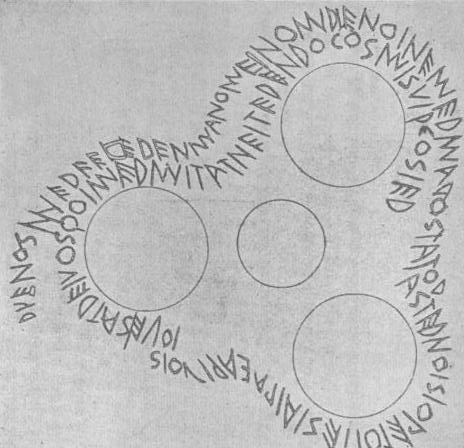
기원전 6세기에 쓰인 두에노스 비문(Duenos inscription)은 고대 라틴 문자의 가장 오래된 형태를 보여준다.

라틴 문자는 세계에서 가장 널리 사용되는 음소 문자 체계이다.

## 초기 라틴 문자
Archaic Latin alphabet 초기 라틴 문자, 원시 라틴 문자

## 고대 라틴 시대
고대 라틴 시대, 구 라틴 시대, Old Latin period

## 고전 라틴 시대
Classical Latin period

## 같이 보기
- 라틴 문자의 확산
- 라틴-문자 음소문자
- 체코 문자
- 폴란드 문자
- 듀오링고
- 고대 로마 문자